# Rwanda i olympiska sommarspelen 1984
Rwanda deltog i de olympiska sommarspelen 1984 med en trupp bestående av tre deltagare, men ingen av landets deltagare erövrade någon medalj.

## Friidrott
Herrarnas 400 meter
- Faustin Butéra
  - Heat — 51,41 (→ gick inte vidare)

Herrarnas 800 meter
- Jean-Marie Rudasingwa

Herrarnas 1 500 meter
- Jean-Marie Rudasingwa

Herrarnas 400 meter häck
- Faustin Butéra

Damernas 1 500 meter
- Mariciane Mukamurenzi
  - Heat — 4:31,56 (→ gick inte vidare)

Damernas 3 000 meter
- Marie-Jane Mukamurenzi
  - Heat — 9.27,08 (→ gick inte vidare)